# 1888 en droit
Cet article présente les faits marquants de l'année 1888 en droit.

## Événements
- La Porte décrète une réforme administrative en Syrie, qui est divisée en trois mussarifats (Damas, Beyrouth et Jérusalem) subdivisés en cazas. Ceux de Baalbek, Hasbayyah, Rachayya et de la plaine de la Bekaa relèvent de Damas. Le Liban conserve ceux de Beyrouth, Saïda, Tyr et Marjayoun. L’Akkar est rattaché au caza de Tripoli. Le nord de la Palestine est placé sous l’administration de Beyrouth, le centre et le sud dépendant du sandjak de Jérusalem.
- Loi scolaire aux Pays-Bas autorisant les subventions aux écoles privées.
- Francesco Crispi entreprend une série de réformes institutionnelles en Italie. Il élargit le corps électoral pour les élections administratives, il introduit les tribunaux administratifs pour la protection des citoyens dans leurs rapports avec la fonction publique, il fait approuver un nouveau Code pénal (Codice Zanardelli, 1889). En même temps, il donne à la politique étrangère un caractère plus dynamique.
- Loi sur l’assurance maladie en Autriche.

### Février
- 6 février : le Reichstag porte à sept ans la durée du service militaire et à 700 000 le nombre des soldats mobilisables.

### Avril
- 1er avril : décret organisant l'État indépendant du Congo en districts.
- 20 avril : le gouvernement espagnol de Sagasta institue le principe du jury. Cette mesure s’inscrit dans la politique libérale d’affirmation des garanties individuelles  et de modernisation de l’État : la province devient une entité uniquement administrative ; création d’une cour suprême.

### Juin
- 13 juin : le Congrès des États-Unis crée un Bureau national du travail, à la suite des grandes grèves de 1886. Il dépend du ministre de l’Intérieur et deviendra un ministère à part entière en 1913.

### Août
- 5 août : Léopold II de Belgique crée officiellement la Force publique au Congo. Recruté dès 1883 sur les côtes d’Afrique occidentale ou swahili, elle compte 1 487 soldats en 1889 et 17 833 en 1914[1].

### Octobre
- 1er octobre : Scott Act[2] - Le Congrès des États-Unis vote une loi interdisant l’immigration chinoise aux États-Unis. À ceux qui contestent la validité de cette loi en contradiction avec le traité sino-américain de 1868 (les Chinois avaient obtenu des conditions d’immigration similaires à celles des Irlandais ou des Allemands), la Cour suprême oppose le principe selon lequel le droit d’écarter du pays des étrangers est un attribut de la souveraineté qui ne peut être cédé par aucun traité.

## Décès
- 15 janvier : Francesco Carrara, juriste italien, professeur de droit pénal et homme politique, né en 1805.
- 12 juillet : Édouard Allou, avocat et homme politique, né en 1820.